# 12746 Yumeginga
12746 Yumeginga è un asteroide della fascia principale. Scoperto nel 1992, presenta un'orbita caratterizzata da un semiasse maggiore pari a 2,2386535 UA e da un'eccentricità di 0,1905962, inclinata di 4,70963° rispetto all'eclittica.